# Afscheiding
Afscheiding betekent volgens de definitie wat afgescheiden wordt, wat uiteen gaat. De term is zeer algemeen en kan betrekking hebben op gebieden en stoffen die van elkaar gescheiden worden, maar ook op politieke, religieuze, economische en andere (deel)organisaties die uit elkaar gaan.

## Scheikunde
In de scheikunde is het scheiden van stoffen voorwerp van onderzoek. Daarbij hanteert men verschillende scheidingsmethoden:
- centrifugeren
- decanteren
- destillatie
- extractie
- filtratie
- herkristallisatie
- sublimatie.

## Fysiologie
- Secretie, afscheiding van lichaamsvocht

## Ruimtelijke afscheiding
- een hek
- een heg
- een gracht, al dan niet als verdedigingswerk
- een muur (zie ook: bekende muren).

## Organisationele, politieke en religieuze afscheiding
- secessie van staten, zie Onafhankelijkheid (staatkunde);
- afscheiding van politieke partijen, zoals parlementaire afsplitsingen;
- splitsing of afscheuring van een organisatie in twee verschillende kampen; zie schisma;
  - secessie van kerkelijke organisaties, zie kerkscheuring. Bekende voorbeelden zijn:
    - Vroege schismata
    - Oosters Schisma
    - Westers Schisma
    - de kerkelijke Afscheiding van 1834.